# Mario Oliverio
Gerardo Mario Oliverio (ur. 4 stycznia 1953 w San Giovanni in Fiore) – włoski polityk, działacz partyjny i samorządowy, poseł do Izby Deputowanych, w latach 2014–2020 prezydent Kalabrii.

## Życiorys
W młodości był aktywistą ruchów studenckich. Zaangażował się w działalność partyjną w ramach Włoskiej Partii Komunistycznej. W 1980 z ramienia PCI został wybrany na radnego miejskiego, a w 1985 wszedł w skład rady regionalnej Kalabrii, obejmując w rządzie regionu stanowisko asesora ds. rolnictwa. W 1990 wybrano go na burmistrza San Giovanni in Fiore.
W 1991 przystąpił do powołanego na bazie PCI nowego ugrupowania – Demokratycznej Partii Lewicy. Po kolejnych przekształceniach należał do Demokratów Lewicy, współtworząc z tym ugrupowaniem w 2007 Partię Demokratyczną. Od 1997 do 2001 kierował strukturami Demokratów Lewicy na poziomie prowincji. Od 1992 do 2006 był posłem do Izby Deputowanych XI, XII, XIII i XIV kadencji. W 2004 objął urząd prezydenta prowincji Cosenza, pełniąc tę funkcję przez 10 lat. W 2014 wygrał wybory na urząd prezydenta Kalabrii. W trakcie kadencji objęty kilkoma postępowaniami prokuratorskimi dotyczącymi nadużyć i korupcji. W kolejnych wyborach w 2020 nie ubiegał się o reelekcję.